# そのままの君でいて (仁藤優子の曲)
「そのままの君でいて」（そのままのきみでいて）は、日本のアイドル仁藤優子の4枚目のシングルである。1989年12月5日発売。発売元はバップ。

## 概要
仁藤優子, KISSME QUICK名義で出された。A面側は仁藤優子が歌う「そのままの君でいて」で、テレビ版の『機動警察パトレイバー』のオープニング曲。B面側はKISSME QUICKが歌う「MIDNIGHT BLUE」で同作品のエンディング曲である。両曲共に第1話から第34話まで使用された。

## 収録曲
1. そのままの君でいて
作詞：森由里子、作曲：羽田一郎、編曲：船山基紀、歌：仁藤優子
2. MIDNIGHT BLUE
作詞・作曲：TAKE、編曲：KISSME QUICK、歌：KISSME QUICK

## 収録アルバム
※特記以外はオリジナル版で収録
そのままの君でいて
- 機動警察パトレイバー ON TELEVISION
- 機動警察パトレイバー テーマ・コレクション Vol.1
- 機動警察パトレイバー シングル・コレクション
- 機動警察パトレイバー TV SERIES & NEW OVA MUSIC COMPLETE（オリジナル版、カラオケ版）
- 機動警察パトレイバー コンプリート・ヴォーカル・コレクション
- Myこれ!クション 仁藤優子ベスト
- Myこれ!Liteシリーズ 仁藤優子
- 機動警察パトレイバー THE MUSIC SET-1（オリジナル版、オリジナル・カラオケ版）
- 機動警察パトレイバー THE MUSIC SET-3（テレビサイズ版、Instrumental版）
- ゴールデン☆ベスト 仁藤優子

MIDNIGHT BLUE
- 機動警察パトレイバー ON TELEVISION
- 機動警察パトレイバー テーマ・コレクション Vol.1
- 機動警察パトレイバー シングル・コレクション
- 機動警察パトレイバー TV SERIES & NEW OVA MUSIC COMPLETE（オリジナル版、Instrumental版）
- 機動警察パトレイバー コンプリート・ヴォーカル・コレクション
- 機動警察パトレイバー THE MUSIC SET-1（オリジナル版、オリジナル・カラオケ版）
- 機動警察パトレイバー THE MUSIC SET-3（テレビサイズ版、Instrumental版）

## 他のアーティストによるカバー
そのままの君でいて
- 森口博子 with 武部聡志 - カバーアルバム『ANISON COVERS』（2023年5月24日発売）に収録[1]。